# Línea 290 (Interurbanos Madrid)
La línea 290 de la red de autobuses interurbanos de Madrid une El Cañaveral (Vicálvaro, Madrid) con Coslada y el polígono de Las Mercedes (San Blas-Canillejas, Madrid).

## Características
Esta línea da servicio al nuevo desarrollo de El Cañaveral en Madrid, el casco histórico de Coslada y el polígono de las Mercedes, donde también se encuentra el centro comercial Plenilunio.
Fue puesta en marcha el 19 de septiembre de 2016 con el itinerario Madrid (El Cañaveral) - Coslada FF.CC., y posteriormente ampliada a Las Mercedes el 30 de noviembre de 2018.
Hasta el 16 de septiembre de 2019, la línea solo llegaba a Las Mercedes los viernes por la tarde, fines de semana y festivos.
El 14 de noviembre de 2022, la línea modificó su itinerario por El Cañaveral, dando cobertura a la zona sur y este del barrio.
Tiene la particularidad de que ambas cabeceras se encuentran en el término municipal de Madrid, en el barrio de El Cañaveral y en el de Rejas.
La línea mantiene los mismos horarios todo el año (exceptuando las vísperas de festivo y festivos de Navidad).
Está operada por la empresa Avanza Movilidad Integral mediante la concesión administrativa VCM-201 - Madrid – Loeches – Arganda del Rey (Viajeros Comunidad de Madrid) del Consorcio Regional de Transportes de Madrid.

## Horarios
| Lunes a viernes laborables | Lunes a viernes laborables | Sábados laborables, domingos y festivos | Sábados laborables, domingos y festivos |
| El Cañaveral > Plenilunio  | Plenilunio > El Cañaveral  | El Cañaveral > Plenilunio               | Plenilunio > El Cañaveral               |
| 06:20                      | 07:00                      | 06:30                                   | 07:10                                   |
| 07:00                      | 07:40                      | 07:50                                   | 08:30                                   |
| 08:00                      | 08:35                      | 09:10                                   | 09:50                                   |
| 08:20                      | 09:00                      | 10:30                                   | 11:10                                   |
| 09:05                      | 09:30                      | 11:50                                   | 12:30                                   |
| 09:40                      | 10:20                      | 13:15                                   | 14:00                                   |
| 10:00                      | 10:25                      | 14:45                                   | 15:30                                   |
| 10:55                      | 11:20                      | 16:15                                   | 17:00                                   |
| 11:00                      | 11:40                      | 17:45                                   | 18:30                                   |
| 11:50                      | 12:15                      | 19:15                                   | 20:00                                   |
| 12:20                      | 13:00                      | 20:45                                   | 21:30                                   |
| 12:45                      | 13:10                      | 22:15                                   | 23:00                                   |
| 13:40                      | 14:05                      |                                         |                                         |
| 13:40                      | 14:25                      |                                         |                                         |
| 14:00                      | 14:25                      |                                         |                                         |
| 15:00                      | 15:25                      |                                         |                                         |
| 15:05                      | 15:40                      |                                         |                                         |
| 15:55                      | 16:20                      |                                         |                                         |
| 16:20                      | 17:00                      |                                         |                                         |
| 16:50                      | 17:15                      |                                         |                                         |
| 17:40                      | 18:10                      |                                         |                                         |
| 17:45                      | 18:20                      |                                         |                                         |
| 18:40                      | 19:05                      |                                         |                                         |
| 19:00                      | 19:40                      |                                         |                                         |
| 19:35                      | 20:00                      |                                         |                                         |
| 20:20                      | 20:55                      |                                         |                                         |
| 20:30                      | 21:00                      |                                         |                                         |
| 21:25                      | 21:50                      |                                         |                                         |
| 21:40                      | 22:20                      |                                         |                                         |
| 23:00                      | 23:40                      |                                         |                                         |

## Recorrido y paradas

### Sentido Coslada / C.C. Plenilunio
| Código | Parada                                    | Común con     | Conexión con Metro y Cercanías | Municipio | Zona |
| ------ | ----------------------------------------- | ------------- | ------------------------------ | --------- | ---- |
| 5313   | Alcalde Andrés Madrid Dávila - Casa Tilly | 159           |                                | Madrid    |      |
| 51007  | Ferenc Puskas-Pilar Bellosillo            | 159           |                                | Madrid    |      |
| 5310   | Luis Ocaña - Anna Frank                   | 159           |                                | Madrid    |      |
| 5304   | Victoria Kent - Arroyo del Cañaveral      | 159           |                                | Madrid    |      |
| 50007  | Concejal V. Granizo - Victoria Kent       | 159           |                                | Madrid    |      |
| 50035  | Ilusión-Tolerancia                        |               |                                | Madrid    |      |
| 50008  | Av. Blas de Lezo-Cerro del Monte          |               |                                | Madrid    |      |
| 09982  | Av. Sahara Occidental-Ignacio Ellacuria   | 289 2         |                                | Coslada   |      |
| 09985  | Av. Sahara Occidental-José S. Martín      | 289 2         |                                | Coslada   |      |
| 09987  | Av. Esparragal-Gabriel Celaya             | 289 2         |                                | Coslada   |      |
| 07168  | Velázquez-Centro de mayores               | 289 2         |                                | Coslada   |      |
| 07172  | Doctor Fleming-Coslada Central            | 289 SE7 2     | Coslada Central                | Coslada   |      |
| 17620  | Pza. Doctor Marañón-Av. Constitución      | 289           |                                | Coslada   |      |
| 12327  | Gta. Rosa de los Vientos-Av. Constitución | 286 289 822 2 |                                | Coslada   |      |
| 07173  | Av. Constitución-Pza. Marañón             | 286 2         |                                | Coslada   |      |
| 17578  | Manuel María de Zulueta-La Iglesia        | 286 2         |                                | Coslada   |      |
| 07175  | Virgen de la Cabeza-Hernán Cortés         | 286 289 2     |                                | Coslada   |      |
| 3513   | Samaniego-Campezo                         | 77 167        |                                | Madrid    |      |

### Sentido El Cañaveral
| Código | Parada                                    | Común con     | Conexión con Metro y Cercanías | Municipio | Zona |
| ------ | ----------------------------------------- | ------------- | ------------------------------ | --------- | ---- |
| 3514   | Samaniego-Campezo                         | 77 88 167     |                                | Madrid    |      |
| 07105  | Av. Constitución-Trva. Curtidor           | 286 2         |                                | Coslada   |      |
| 07106  | Pza. Constitución-Iglesia                 | 286 2         |                                | Coslada   |      |
| 07109  | Av. Constitución-Dr. Castroviejo          | 286 2         |                                | Coslada   |      |
| 12326  | Gta. Rosa de los Vientos-Av. Constitución | 286 289 822 2 |                                | Coslada   |      |
| 17621  | Pza. Doctor Marañón-Doctor Gª Ortiz       | 289           |                                | Coslada   |      |
| 07110  | Doctor Fleming-Coslada Central            | 289 SE7 2     | Coslada Central                | Coslada   |      |
| 07112  | Velázquez-Centro de mayores               | 287 289 2     |                                | Coslada   |      |
| 09986  | Av. Esparragal-Gabriel Celaya             | 289 2         |                                | Coslada   |      |
| 09984  | Av. Sahara Occidental-José S. Martín      | 289 2         |                                | Coslada   |      |
| 07175  | Av. Sahara Occidental-Ignacio Ellacuria   | 289 2         |                                | Coslada   |      |
| 50006  | Av. Blas de Lezo-Igualdad                 |               |                                | Madrid    |      |
| 50034  | Ilusión-Tolerancia                        |               |                                | Madrid    |      |
| 5295   | Mario Moreno Cantinflas - Miguel Delibes  |               |                                | Madrid    |      |
| 5299   | Mario Moreno Cantinflas - Victoria Kent   | 159           |                                | Madrid    |      |
| 5302   | Victoria Kent - Arroyo del Cañaveral      | 159           |                                | Madrid    |      |
| 5308   | Luis Ocaña - A. Martín Rodríguez          | 159           |                                | Madrid    |      |
| 51006  | Andrés Madrid Dávila-Pilar Bellosillo     | 159           |                                | Madrid    |      |
| 5313   | Alcalde Andrés Madrid Dávila - Casa Tilly | 159           |                                | Madrid    |      |